# André Bjerke
Jarl André Bjerke (Kristiania (thans Oslo), 30 januari 1918 - aldaar, 10 januari 1985) was een Noorse schrijver en dichter. Hij schreef een breed scala aan werk: van gedichten en romans tot essays en artikelen. Ook vertaalde hij het werk van William Shakespeare, Molière, Johann Wolfgang von Goethe en Jean Racine.
Tijdens de Noorse taalstrijd stond Bjerke bekend als een prominent voorstander van het Riksmål, bekend als de meest conservatieve vorm van de Noorse schrijftaal. Hij was een aantal jaar actief in de Riksmål-beweging en was van 1950 tot 1966 redacteur van het blad Ordet. Tevens was Bjerke een van de initiatiefnemers voor de Noorse Academie voor Taal- en Letterkunde (Noors: Det Norske Akademi for Språk og Litteratur).

## Literaire carrière
Voor zijn mysterieromans liet Bjerke zich inspireren door de psychoanalyse. In zijn eerste mysterieroman Nattmennesket (Noors voor 'De nachtmens'), dat hij uitbracht onder zijn pseudoniem Bernhard Borge, voert hij het personage Kai Bugge voor het eerst op. Deze psychoanalyticus beweert dat een psycholoog beter in staat is om een misdrijf op te lossen dan een politieagent. Bugge en een politieagent bundelen hun krachten samen om een mysterieuze moord op te lossen. De roman De dødes tjern ('Vijver van de doden') werd in 1958 verfilmd, geregisseerd door Kåre Bergstrøm. Ook in dit boek komt het personage Bugge voor. In 1947 publiceerde Bjerke Døde menn går i land ('Dode mannen gaan aan land'), de enige roman waarin Bugge geen rol speelt. In 1950 verscheen de roman Skjult mønster ('Verborgen patroon'), waarin Bugge zijn comeback maakte.
Naast zijn psychologische detectives publiceerde Bjerke verschillende verhalenbundels en tal van essays en dichtbundels. Zijn essays gingen vaak over kunst en cultuur, in zijn poëzie staat het eeuwige verlangen naar de kindertijd vaak centraal. Ook schreef Bjerke hoorspelen en komedies.
Verschillende componisten hebben de gedichten van Bjerke op muziek gezet, onder wie Finn Kalvik en Karoline Krüger.

## Persoonlijk leven
Bjerke was een zoon van de Noorse romanschrijver Ejlert Bjerke en Karin Svensson. Hij trouwde drie keer. Uit zijn eerste huwelijk had hij twee kinderen. Daarna was Bjerke getrouwd met de Noorse actrice Henny Moan, met wie hij dochter Vilde kreeg. Het stel ging uit elkaar toen hun dochter negen was. Verder was Bjerke een neef van de schrijver Jens Bjørneboe.
In 2002 publiceerde Vilde een boek over haar vader, Du visste om et land ('Je wist van een land'). Na een slopende beroerte in 1981 was Bjerke voor de rest van zijn leven afhankelijk van een rolstoel. In 1983 werd hij benoemd tot ridder in de Orde van Sint-Olaf.
Bjerke stierf in 1985 en werd begraven op de begraafplaats Vestre gravlund in Frogner, Oslo.